# Ambasada Gruzji w Mińsku
Ambasada Gruzji w Mińsku – misja dyplomatyczna Gruzji w Republice Białorusi.

## Historia
Gruzja nawiązała stosunki dyplomatyczne z Białorusią 6 stycznia 1994.
W czerwcu 2007 prezydent Gruzji Micheil Saakaszwili utworzył Ambasadę Gruzji w Mińsku. Pierwszy ambasador złożył listy uwierzytelniające w 2008.

## Ambasadorzy
- Dawid Zalkaliani (2008 - 2009)
- Giorgi Chkheidze (2010 - 2012)
- Dawid Kotaria (2012 - ?)[2][3]
- Valeri Kwaratskchelia (2018 - nadal)[4]

## Konsulat
Na terenie Białorusi znajduje się jeden konsulat honorowy Gruzji. Siedziba konsula honorowego mieści się w Aleksandrii - w rodzinnej miejscowości prezydenta Alaksandra Łukaszenki.